# Macchine e dollari
Macchine e dollari è il primo album in studio del gruppo rock italiano Timoria, pubblicato nel 1988.

## Tracce
1. Macchine e dollari - 3:51 - (Pedrini, Cavallaro)
2. Tradito - 3:54 - (Pedrini)
3. Ma perché non mi vuoi? - 3:36 - (Pedrini)
4. Promesse - 3:37 - (Pedrini)

## Formazione
- Francesco Renga - voce
- Omar Pedrini - voce e chitarra
- Davide Cavallaro - basso
- Diego Galeri - batteria
- Roberto Bandello - tastiere

Altri musicisti
- Umberto Iervolino - tastiera